# Paul Klein (Soziologe)
Paul Klein (* 10. Januar 1941 in St. Wendel) ist ein deutscher Militärsoziologe und -psychologe. Er war Leitender Wissenschaftlicher Direktor und stellvertretender Institutsleiter des Sozialwissenschaftlichen Instituts der Bundeswehr (SOWI) in Strausberg.

## Leben
Klein wuchs im Saarland auf. Nach dem Abitur 1962 in St. Wendel trat er als Reserveoffizieranwärter in das Heer der Bundeswehr ein. Er diente von 1962 bis 1965 als Soldat auf Zeit (SaZ 3) bei der Gebirgsjägertruppe und bekleidete zuletzt den Dienstgrad eines Oberstleutnants der Reserve.
Nach seiner Dienstzeit beim Gebirgsjägerbataillon 231 in Bad Reichenhall studierte er von 1966 bis 1971 Psychologie, Soziologie, Pädagogik und Bibliothekswissenschaften an der Eberhard Karls Universität Tübingen und an der Universität Hamburg. Er beendete seine Studien 1971 als Diplom-Psychologe. Von 1971 bis 1974 war er Leiter des Psychologischen Dienstes beim Kreiswehrersatzamt in Wiesbaden.
Danach wurde er bei Rudolf Bergius am Fachbereich Sozial- und Verhaltenswissenschaften, Pädagogik der Universität Tübingen mit der Dissertation Urteile junger französischer Arbeitnehmer über Deutsche vor, während und nach einem einjährigen Arbeitsaufenthalt in Deutschland zum Dr. rer. soc. promoviert. Er wurde 1974 wissenschaftlicher Mitarbeiter am Sozialwissenschaftlichen Institut der Bundeswehr (SOWI) in München/Strausberg. Dort war er zunächst Projektbereichsleiter und stieg bis zum Leitenden Wissenschaftlichen Direktor und stellvertretenden Institutsleiter auf. Darüber hinaus war er ab 1977 Lehrbeauftragter, Lehrstuhlvertreter und Gastprofessor an der Universität der Bundeswehr München und der Universität Toulouse. 2004 wurde er in den Ruhestand versetzt.
Er veröffentlichte zahlreiche Schriften. Verdient hat er sich insbesondere um die militärische Multinationalität (Studien zur Deutsch-Französischen Brigade und zum 1. Deutsch-Niederländischen Korps), die Militärsoziologie und die Bevölkerungsumfragen des SOWI gemacht. Darüber hinaus leistete er wichtige Beiträge zur Erforschung des Unteroffizierkorps, der Wehrstruktur und der Zukunft der Streitkräfte.
Er ist Ehrenvorsitzender und Mitglied des Arbeitskreises Militär und Sozialwissenschaften (AMS).
Klein ist verheiratet und Vater eines Sohnes. Er wohnt im Landkreis München.

## Schriften (Auswahl)

### Monografien
- Urteile junger französischer Arbeitnehmer über Deutsche vor, während und nach einem einjährigen Arbeitsaufenthalt in Deutschland (= Europäische Hochschulschriften. Reihe 6: Psychologie. Band 22). Lang, Frankfurt am Main u. a. 1976, ISBN 3-261-02028-8.
- mit Ekkehard Lippert: Militär und Gesellschaft. Bibliographie zur Militärsoziologie (= Schriften der Bibliothek für Zeitgeschichte. Heft 19). Bernard & Graefe, München 1979, ISBN 3-7636-0219-9.
- Fallstrick Intrige. Intrigen im Betrieb rechtzeitig erkennen und wirkungsvoll abwehren (= Wege zum Berufserfolg). WEKA-Verlag, Kissing 1980, ISBN 3-8111-5850-3.
- mit Sabine Collmer, Ekkehard Lippert, Georg-Maria Meyer: Einheit auf Befehl? Wehrpflichtige und der deutsche Einigungsprozess. Westdeutscher Verlag, Opladen 1994, ISBN 3-531-12579-6.

### Herausgeberschaften
- Das strapazierte Rückgrat? Unteroffiziere der Bundeswehr. Nomos, Baden-Baden 1983, ISBN 3-7890-0862-1.
- mit Detlef Bald: Die Wehrstruktur der neunziger Jahre. Reservistenarmee, Miliz oder ...? (= Militär und Sozialwissenschaften. Band 1). Nomos, Baden-Baden 1988, ISBN 3-7890-1568-7.
- Deutsch-französische Verteidigungskooperation. Das Beispiel der Deutsch-Französischen Brigade (= Militär und Sozialwissenschaften. Band 4). Nomos, Baden-Baden 1990, ISBN 3-7890-2048-6.
- Wehrpflicht und Wehrpflichtige heute (= Militär und Sozialwissenschaften. Band 6). Nomos, Baden-Baden 1991, ISBN 3-7890-2266-7.
- Mitbestimmung in den Streitkräften (= Militär und Sozialwissenschaften. Band 8). Nomos, Baden-Baden 1991, ISBN 3-7890-2363-9.
- mit Rolf P. Zimmermann: Beispielhaft? Eine Zwischenbilanz zur Eingliederung der Nationalen Volksarmee in die Bundeswehr (= Militär und Sozialwissenschaften. Band 11). Nomos, Baden-Baden 1993, ISBN 3-7890-2908-4.
- mit Andreas Prüfert: Militärische Ausbildung heute und in der Zukunft (= Militär und Sozialwissenschaften. Band 15). Nomos, Baden-Baden 1994, ISBN 3-7890-3469-X.
- mit Dieter Walz: Der Widerstand gegen den Nationalsozialismus und seine Bedeutung für Gesellschaft und Bundeswehr heute (= Militär und Sozialwissenschaften. Band 16). Nomos, Baden-Baden 1995, ISBN 3-7890-3817-2.
- mit Rolf P. Zimmermann: Die zukünftige Wehrstruktur der Bundeswehr. Notwendige Anpassung oder Weg zur Zwei-Klassen-Armee? (= Militär und Sozialwissenschaften. Band 18). Nomos, Baden-Baden 1997, ISBN 3-7890-4601-9.
- mit Andreas Prüfert: Militär und Wissenschaft in Europa – kritische Distanz oder hilfreiche Ergänzung? 25 Jahre Arbeitskreis Militär und Sozialwissenschaften (= Militär und Sozialwissenschaften. Band 23). Nomos, Baden-Baden 1998, ISBN 3-7890-5758-4.
- mit Andreas Prüfert, Günther Wachtler: Das Militär im Mittelpunkt sozialwissenschaftlicher Forschung. Beiträge und Bibliographie. Das Werk von Ekkehard Lippert (= Militär und Sozialwissenschaften. Band 21). Nomos, Baden-Baden 1998, ISBN 3-7890-5577-8.
- mit Rolf P. Zimmermann: Aspekte der Osterweiterung der NATO (= Militär und Sozialwissenschaften. Band 26). Nomos, Baden-Baden 1999, ISBN 3-7890-6260-X.
- mit Dieter Walz: Die Bundeswehr an der Schwelle zum 21. Jahrhundert (= Militär und Sozialwissenschaften. Band 27). Nomos, Baden-Baden 2000, ISBN 3-7890-7013-0.
- mit Karl W. Haltiner: Europas Armeen im Umbruch (= Militär und Sozialwissenschaften. Band 29). Nomos, Baden-Baden 2002, ISBN 3-7890-8142-6.
- mit Franz Kernic, Karl W. Haltiner: The European armed forces in transition. A comparative analysis. Lang, Frankfurt am Main u. a. 2005, ISBN 3-631-53366-7.
- mit Sven Bernhard Gareis: Handbuch Militär und Sozialwissenschaft. 2. Auflage. VS Verlag für Sozialwissenschaften, Wiesbaden 2006, ISBN 3-531-34446-3.